# Вајтрамсдорф
Вајтрамсдорф (њем. Weitramsdorf) општина је у њемачкој савезној држави Баварска. Једно је од 17 општинских средишта округа Кобург. Према процјени из 2010. у општини је живјело 5.098 становника. Посједује регионалну шифру (AGS) 9473175.

## Географски и демографски подаци
Вајтрамсдорф се налази у савезној држави Баварска у округу Кобург. Општина се налази на надморској висини од 300 метара. Површина општине износи 33,7 km². У самом мјесту је, према процјени из 2010. године, живјело 5.098 становника. Просјечна густина становништва износи 151 становника/km².